# El hombre del tanque
El hombre del tanque (en inglés, Tank Man) o el rebelde desconocido (en inglés, The Unknown Rebel) son los apodos que se atribuyeron a un hombre desconocido que se volvió internacionalmente famoso al ser grabado y fotografiado de pie frente a una columna de tanques Tipo 59 durante las protestas de la plaza de Tiananmén de 1989, en la República Popular China. La imagen la captaron el 5 de junio de 1989 cuatro fotógrafos desde los balcones del Hotel Beijing, a 200 metros de la plaza: los estadounidenses Jeff Widener, para la agencia Associated Press y Charlie Cole, para la revista Newsweek; el británico Stuart Franklin, para la agencia Magnum Photos; y el hongkonés Arthur Tsang, para la agencia Reuters. La fotografía de Widener es la más reconocida, y fue tomada con una Nikon y una lente de 300 milímetros desde un balcón del Hotel Beijing, a unos 200 metros de la escena. La noche anterior el fotógrafo había sido asaltado y agredido por la policía china, que le requisó el material captado de la represión contra los estudiantes. Por eso, al poco de tomar las imágenes del hombre del tanque, escondió el carrete en la cisterna de un inodoro. Pese al registro de su habitación, logró sacar la fotografía y enviarla a su redacción.
La fotografía y filmación del hombre de pie, solo delante de la columna de tanques, se transmitió esa misma noche. Fue titular en cientos de periódicos y revistas, y el principal titular en muchos noticiarios alrededor del mundo. En abril de 1998, la revista estadounidense Time incluyó al hombre del tanque en su lista de las cien personas más influyentes del siglo XX.
El incidente tuvo lugar en la avenida Chang'an, a unos 200 metros de distancia de la plaza de Tiananmén, que lleva a la Ciudad Prohibida, en Pekín, el 5 de junio de 1989, un día después de que el gobierno chino empezase a reprimir violentamente las protestas democráticas.
Mientras los tanques se le aproximaban, el hombre se mantuvo solo y de pie, sosteniendo dos bolsas, una en cada mano. Mientras los tanques iban disminuyendo la marcha, él hacía gestos para que se fueran. En respuesta, el tanque situado en cabeza de la columna intentó sortearlo, pero el hombre se interpuso repetidamente en su camino, demostrando una tenacidad y aplomo enormes. Tras esto, los tanques se detuvieron y el individuo subió encima del primer tanque y sostuvo una conversación con el conductor. Hay especulaciones sobre lo que dijo, y se le han adjudicado frases como: "¿Por qué están aquí? Mi ciudad es un caos por su culpa"; "Retrocedan, den la vuelta y dejen de matar a mi gente", o "Váyanse". Luego, la grabación muestra cómo varios hombres vestidos de civiles empujaron al hombre entre la multitud, mientras los tanques seguían su camino. Muchos sospechan que eran, en realidad, policías en ropas de civil o personas que no querían que la situación llegara a otro nivel.

## Significados de la imagen

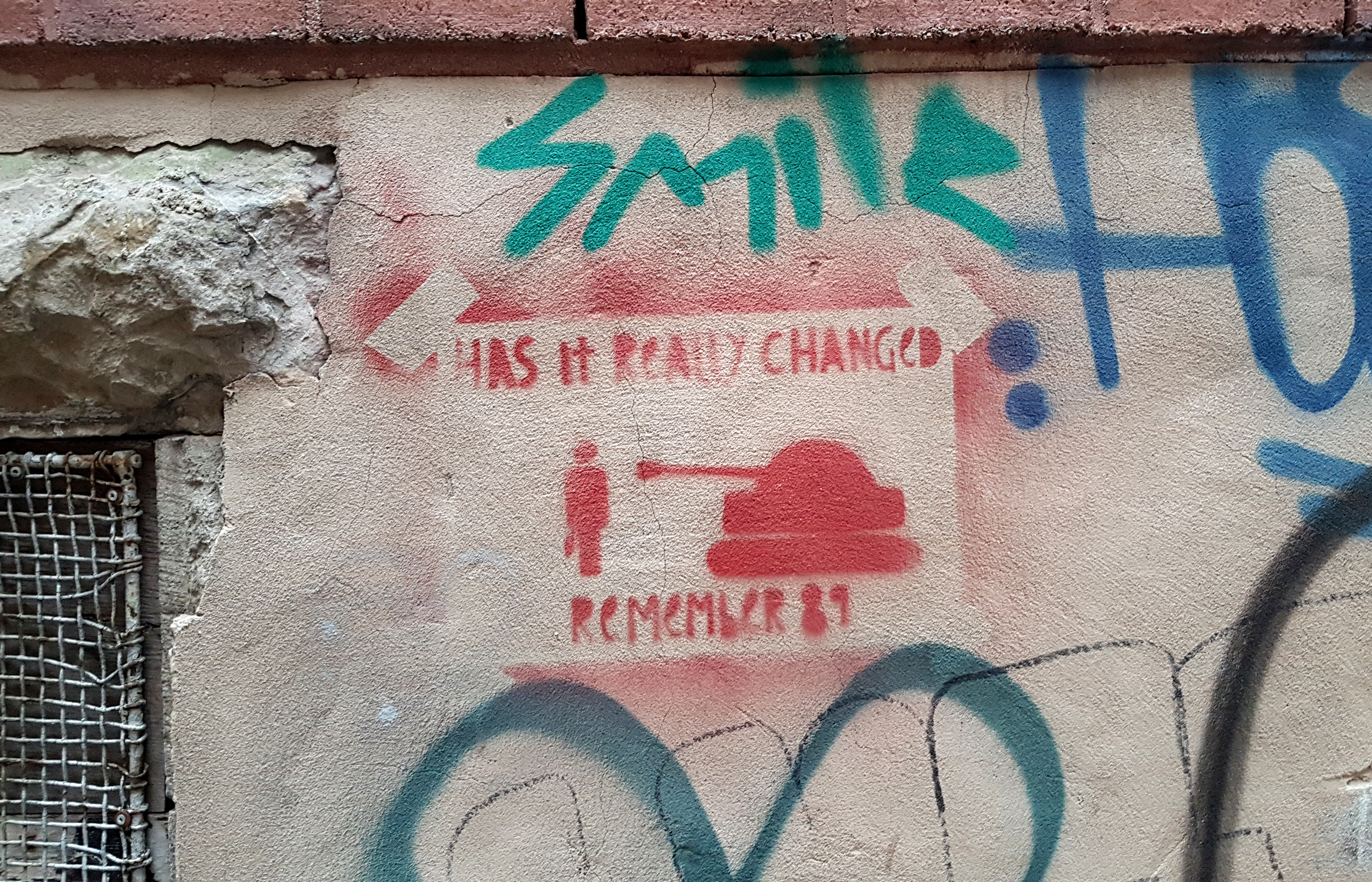
La imagen del Hombre Tanque es un símbolo del Movimiento Democrático de China.

Fuera de China, las imágenes del "rebelde desconocido" fueron presentadas como un símbolo del Movimiento Democrático de China. Un joven arriesgando la vida para oponerse a un escuadrón militar parecía encajar con la representación de los estudiantes protestando valiente y espontáneamente contra el Partido Comunista de China. Un ejemplo de este análisis continuo de la imagen se puede ver en la novela "Hong Kong", de Stephen Coonts, donde el "Hombre del Tanque" es llevado a la ficción como un hombre que dirige a un grupo de insurgentes políticos contra el gobierno comunista. La imagen alcanzó resonancia entre las democracias liberales como un símbolo del poder individual para detener al gobierno y forzar un cambio en la dirección política del país.
Dentro de China, la imagen fue usada por el gobierno como símbolo del cuidado de los soldados del Ejército Popular de Liberación para proteger al pueblo chino: a pesar de las órdenes de avanzar, el conductor del tanque rechazó hacerlo si eso implicaba dañar a un solo ciudadano. El "Hombre del Tanque" fue presentado como un delincuente social, un símbolo de los irresponsables y oportunistas alborotadores que aparecieron durante las protestas de Tiananmen y como un posible agente provocador de los gobiernos occidentales. Como con muchos asuntos relacionados con las protestas de 1989, este se convirtió en un tabú político en China que aún permanece, donde cualquier discusión sobre él se considera inapropiada.

## Biografía
Poco se sabe de la identidad del hombre. El tabloide británico The Sunday Express afirmó que su nombre era Wang Weilin, un estudiante de 19 años. Sin embargo, la veracidad de esta información es dudosa.[cita requerida]
Hay muchas historias contradictorias sobre lo que le pudo suceder después de estos hechos. En una conferencia en el President's Club en 1999, Bruce Herschensohn —antiguo ayudante especial del presidente de los Estados Unidos, Richard Nixon — indicó que fue ejecutado dos semanas más tarde. Otras fuentes dicen que fue fusilado unos pocos meses después de las protestas de Tiananmén. En El Blues de la China Roja: Mi Larga Marcha desde Mao hasta ahora, la periodista canadiense Jan Wong afirmó que el hombre aún está vivo y escondiéndose en la China continental.[cita requerida]
Una nota de prensa publicada en octubre de 2005 por un testigo ocular del evento, Charlie Cole, fotógrafo contratado por la revista Newsweek en esa época, afirmaba que el hombre fue arrestado allí mismo por la Oficina de la Seguridad Pública.[cita requerida]

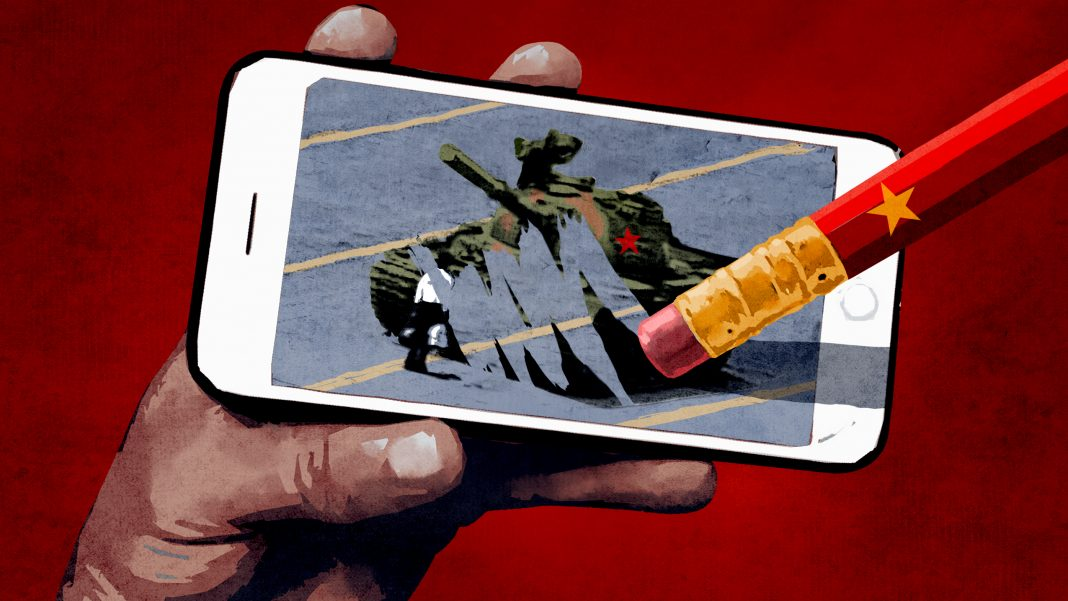
Mención a la censura en China.

El gobierno de la República Popular China ha hecho pocas afirmaciones sobre el incidente o la persona implicada. En 1992, en una entrevista de Barbara Walters al entonces Secretario General del Partido Comunista Chino Jiang Zemin, se le preguntó qué fue del hombre. Jiang contestó: "Creo que nunca lo mataron."[cita requerida] En un artículo de junio de 2006 en el Apple Daily de Hong Kong, se afirmó que el hombre estaría residiendo en Taiwán.